# Macromotettix tianlinensis
Macromotettix tianlinensis is een rechtvleugelig insect uit de familie doornsprinkhanen (Tetrigidae). De wetenschappelijke naam van deze soort is voor het eerst geldig gepubliceerd in 2004 door Liang & Jiang.